# Gaspar de Borja y Velasco
Gaspar de Borja y Velasco  (n. 26 iunie 1580 Villalpando, Spania - d. 28 decembrie 1645, Madrid) a fost un cardinal spaniol, ecleziastic și politician. Este membru al familiei Borgia (deși el a folosit întotdeauna pronunția spaniolă de Borja), și a servit ca Primat al Spaniei, Arhiepiscop de Sevilla, Arhiepiscop de Toledo și guvernator de Napoli.

## Familia
Borja s-a născut în Villalpando, Spania. Tatăl său a fost Francisco Tomás de Borja y Centellas, al 8-lea Duce de Gandia, la rândul său, fiul sfântului Francisc Borgia (al 4-lea Duce de Gandia și al treilea tată-general al Ordinului Iezuit), și prin urmare, în legătură cu Papa Calixt al III-lea și Papa Alexandru al VI-lea, un istoric se referă la Gaspar că și-a dorit să devină cel de-al treilea papă Borgia. Mama lui Gaspar a fost Juana Enríquez de Velasco și de Aragón, fiica lui Iñigo Tovar y Fernández de Velasco, al patrulea Duce de Frías și al 10-lea Administator al Castiliei.

## Viața
El a absolvit la Universidad Complutense, în Colegio Mayor de San Ildefonso, cu o diplomă în teologie. El datora ascensiunea prin ierarhia bisericii lui Francisco Gómez de Sandoval y Rojas (primul Duce de Lema), un favorit în fața lui Philip III. El a fost creat Cardinal în august 1611 de către Papa Paul al V-lea, în calitate de cardinal preot de Santa Susanna, și a rămas la Roma să-și exercite biroul. El a fost indignat atunci când micul nobilul cardinalul Gabriel Trejo Paniagua a fost ales drept coroana cardinală a Spaniei în loc de el, însă când Trejo a pierdut influența politică după decăderea patronului său, Borja a jucat un rol și mai mare în Curia Romană. El l-a susținut pe Cardinalul Antonio Zapata y Cisneros, a servit un prim mandat de ambasador al Spaniei pe lângă Sfântul Scaun (1616-1619), a participat la Sfântul Oficiu, a participat la conclavuri papale în 1621 și 1623, și a avut posturile de Camerlengo (șambelan) al sfântului colegiu al cardinalilor (1627-1628) și titlul de Episcop de Albano (1630-1645).
Între 1631-1634 el a fost din nou ambasador al Spaniei pe lângă Sfântul Scaun și, la ordinele regelui spaniol, l-a acuzat pe Papa Urban al VIII-lea (pe baza menținerii neutralității sau favorizarea Franței), în Consistoriul din 8 martie 1632 de a nu apăra catolicismul în treizeci de ani de război cu națiunile protestante și a amenințat că Spania l-ar detrona. O parte din motivele acestei reclamații a Spaniei se bazau pe zvonurile nefondate ale relației papei cu protestantul Gustavus Adolphus al Suediei (un eretic în ochii bisericii). Ca răspuns papa a schimbat politica sa, oarecum, și a făcut o contribuție în favoarea bugetului statului spaniol, care a fost în criză de bani, finanțând războiul. Cu toate acestea, abordarea papei de către Borja a fost lipsită de diplomație și în represalii Urban l-a forțat să părăsească Roma în 1634, iar Spania îi ia titlul de ambasador al lor.
Borja apoi a revenit la Arhiepiscopia de Sevilla, în care a fost deja arhiepiscop. Vrăjmășia dintre Urban al VIII-lea și Cardinalul Borja a luat amploare atunci când Urban a refuzat propunerea lui Filip al IV-lea ca Borja să fie Arhiepiscop de Toledo, deși el a primit postul de la succesorul lui Urban, Papa Inocențiu al X-lea în 1645, cu puțin timp înainte de moartea sa, în Toledo mai târziu în același an.
Este înmormântat în Catedrala din Toledo.

## În ficțiune
El apare în așa-zisele Seriile 1623, care este o serie de romane istorice în care Borja este văzut ca fiind personajul negativ care ar fi încercat să-l detroneze pe Urban și într-un final l-a ucis. În aceste romane Borja depășind ordinele sale din Madrid, creează un consistoriu în care el se declara Papă, dar este larg respins, devenind astfel un anti-papă.